# Корошища
Корошища (произнасяно в региона Корошишча, на македонска литературна норма: Корошишта; на албански: Koroshishti) е село в Северна Македония, в община Струга.

## География
Селото е разположено в североизточната част на Стружкото поле в подножието на Караорман.

## История
В местността Латиница или Латинска църква са открити развалините на раннохристиянски храм.
В ΧΙΧ век Корошища е албанско село в Охридска каза на Османската империя. В „Етнография на вилаетите Адрианопол, Монастир и Салоника“, издадена в Константинопол в 1878 година и отразяваща статистиката на населението от 1873 година, Корошишча (Koroschischtcha) е посочено като село с 35 домакинства, като жителите му са 75 мюсюлмании 20 българи.
Според статистиката на Васил Кънчов („Македония. Етнография и статистика“) в 1900 година Корощица има 440 жители арнаути мохамедани.
На Етнографската карта на Битолския вилает на Картографския институт в София от 1901 година Коросища е чисто албанско село в Охридската каза на Битолския санджак със 70 къщи.
Според преброяването от 2002 година селото има 1717 жители.
| Националност     | Всичко |
| северномакедонци | 1      |
| албанци          | 1698   |
| турци            | 0      |
| роми             | 0      |
| власи            | 0      |
| сърби            | 1      |
| бошняци          | 0      |
| други            | 19     |